# 奥里韦拉
奥里韦拉，是巴伦西亚自治区阿利坎特省的一个市镇。总面积365km2，总人口5439人（2001年），人口密度149人/km2。